# Urs grizzly
Ursul grizzly (denumit pe scurt și grizly, Ursus arctos horribilis) trăiește în America de Nord făcând parte din familia ursului brun.
Ursul Grizzly este foarte asemănător cu ursul negru, diferențele fiind de comportament (este mult mai agresiv, de unde și numele latinesc de Ursus arctos horribilis), blana nu este la fel de deschisă ca a ursului negru și este, în special, un animal nocturn, foarte rar ieșind din bârlog în zori. Fiind un mamifer pe cale de dispariție, ursul grizzly este întâlnit doar în Parcul Național Yellowstone din America de Nord. Se hrănește cu cadavre de bizon sau pui de elan, mai ales primăvara. În rest, consumă iarbă, semințe, fructe de pădure, rădăcini, diferite plante și furnici. Perioada de hibernare este mult mai lungă decât a altor urși, în acest timp având loc și nașterea puilor (între 1 și 4), mici, cu corpul acoperit de o blană mică și rară, având o greutate de jumătate de kilogram.
Un urs grizzly poate mânca într-o zi mai mult de 200.000 de fructe de pădure.